# Red Hot + Dance
Red Hot + Dance es un álbum producido por Red Hot Organization, una organización dedicada a recaudar fondos y conciencia para luchar contra la embestida del VIH/SIDA.

La estrella del pop George Michael fue fundamental para que el proyecto pasara a buen término y el álbum fue notable porque cuenta con tres nuevas canciones por él. Originalmente intento por abortar su proyecto Listen Without Prejudice Volume 2, las pistas fueron donadas en lugar de este LP. Aparte de "Too Funky", que fue lanzado como un sencillo de caridad (junto con un video con varias "supermodelos"), estas pistas son exclusivas de este álbum. George Michael más tarde inició una acción legal contra la compañía discográfica Sony, alegando su falta de apoyo para este proyecto como una de las razones por las que ya no deseaba trabajar con ellos.

El álbum también incluye temas por Madonna, Seal, Lisa Stansfield and Sly & the Family Stone, y fue lanzado por Epic Records (Sony) en el Reino Unido.

## Track listing
| #   | Title                                                    | Artist                 |
| --- | -------------------------------------------------------- | ---------------------- |
| 1.  | "Too Funky"                                              | George Michael         |
| 2.  | "Do You Really Want to Know"                             | George Michael         |
| 3.  | "Happy"                                                  | George Michael         |
| 4.  | "Supernatural (Original Arms House Mix)"                 | Madonna                |
| 5.  | "Crazy (If I Was Trev Mix)"                              | Seal                   |
| 6.  | "Set Adrift On Memory Bliss (Richie Rich Mix)"           | PM Dawn                |
| 7.  | "Change (Metamorphisis Mix)"                             | Lisa Stansfield        |
| 8.  | "Apparently Nothing (The Re-Rub)"                        | Young Disciples        |
| 9.  | "Peace (Nu-Mix)"                                         | Sabrina Johnston       |
| 10. | "Thank You (Falettinme Be Mice Elf Agin) (Todds CD Mix)" | Sly & the Family Stone |
| 11. | "Gypsy Woman (Joey Negro's Mindmix)"                     | Crystal Waters         |
| 12. | "Unbelievable (The Hovering Feet Mix)"                   | EMF                    |
| 13. | "Theme From Red Hot & Dance (Gothic Mix)"                | tomandandy             |